# Давуан, Мирто
Ми́рто Лени́н Даву́ан Хе́нта(исп. Mirto Lenín Davoine Genta; 13 февраля 1933, Монтевидео — 7 декабря 1999, Монтевидео) — уругвайский футболист, участник чемпионата мира по футболу 1954 года, играл на позиции защитника.

## Биография

### Игровая карьера
Давуан в течение девяти сезонов играл за «Пеньяроль», выиграв с ней 4 чемпионских титула, став в этой команде одним из ключевых защитников.
Последующие два года он был свободным агентом, а в сентябре 1960 года переехал в Испанию, где присоединился к «Мальорке», которая впервые в истории играла в Примере. В составе «островитян» он отыграл два сезона, завершив карьеру в этом же клубе в 1962 году в возрасте 29 лет.
В составе сборной Уругвая был участником чемпионата мира по футболу 1954 года, но на турнире не играл.

### Смерть
Скончался 7 декабря 1999 года в Монтевидео в возрасте 66 лет.

## Достижения
«Насьональ» Монтевидео
- Чемпион Уругвая (4): 1949, 1951, 1953, 1954